# Ricardo Villa González

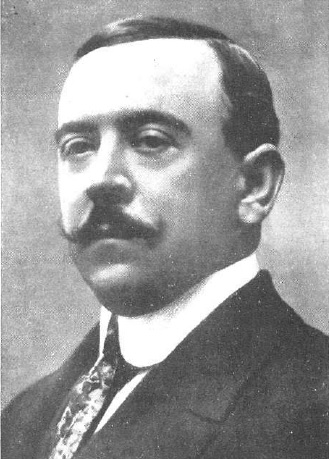
Ricardo Villa González in 1915

Ricardo Villa González (Madrid, 23 oktober 1873 – aldaar, 10 april 1935) was een Spaans componist en dirigent.

## Levensloop
Zijn eerste muziekles kreeg hij van monniken die in zijn parochie leefden. In 1884 ging hij naar het Real Conservatorio Superior de Música de Madrid en studeerde solfège, viool bij Jesús de Monasterio y Agüeros en zang en koormuziek aan het Teatro Real de Madrid en bij organisten en koorleiders van verschillende kerken.
Op 17-jarige leeftijd werd hij violist in het orkest van het Teatro Apolo. Eveneens was hij violist in de kerk van Montserrat.
Villa González studeerde af aan het conservatorium te Madrid met eerste prijzen in 1898 en kreeg straks een baan als 1e violist bij het orkest van het Teatro Real en bij het orkest van de Sociedad de Conciertos. In 1899 werd zijn compositie Cantos segovianos - sinfonía en cuatro tiempos in het Teatro Real uitgevoerd.
In 1905 werd hij dirigent van het Orquesta del Teatro Real de Madrid. Hij was ook dirigent van de Banda Municipal de Gijón en de Banda Municipal de Santander. In 1909 was hij medeoprichter en dirigent van de befaamde Banda Municipal de Madrid. In deze functie bleef hij tot zijn overlijden in 1935. Hij breidde het instrumentarium van de banda uit met cello's, contrabassen en harp.
Als componist en dirigent was hij een grote protagonist van de Spaanse muziek. Een van zijn fundamentele werken, de Gran Fantasía Española schreef hij oorspronkelijk voor de pianiste Berta Mars. Hij maakte er echter ook een versie voor banda van, speciaal voor de Banda Municipal de Madrid. Ook als dirigent van de Banda Municipal de Sevilla heeft hij plaatopnames gemaakt.
In Madrid is een straat naar hem vernoemd.

## Composities

### Werken voor orkest
- 1899 - Cantos segovianos - sinfonía en cuatro tiempos
- Rapsodia Asturiana, voor viool en orkest (gecomponeerd voor Pablo Sarasate)

### Werken voor banda (harmonieorkest)
- Asturiana
- Gran Fantasía Española
  1. Polo (Polo gitano o polo flamenco) Canto popular andaluz - Molto Moderato / Seguidilla (Danza española de origen manchego del siglo XV) - Allegro Mosso
  2. Muñeira (Danza gallega cantada) - Molto Tranquilo
  3. Zapateado (Danza andaluza “zapateada”) - Allegro Vivo/Veloce
- Marcha solemne, (opgedragen aan de Koning Alfons XIII van Spanje)
- Plegaria al Cristo de Mena, marcha procesiones - tekst: Luis Muñoz Roca

### Missen en geestelijke werken
- Misa en Fa

### Muziektheater
(Zarzuelas)
- 1902 - Raimundo Lulio
- 1916 - La Guitarra del amor (samen met: Tomás Bretón Hernández en Amadeo Vives)
- 1917 - El Cristo de la Vega, 3 actes - libretto: Gonzalo Cantó en Fernando Soldevila
- 1919 - El Patio de Monipodio

## Publicaties
- Angel Sagardía: El músico Ricardo Villa. Instituto de Estudios Madrileños, Madrid. 1953. 25 p.

- Biblioteca Nacional de España: XX1721164
- Gemeinsame Normdatei: 143792717
- International Standard Name Identifier: 0000 0001 1616 6273
- Library of Congress Control Number: no98042857
- MusicBrainz: 2e16f301-d800-40fa-87b9-aa3c8b21947d
- Nationale Bibliotheek van Tsjechië: mzk2015869367
- Système universitaire de documentation: 15282801X
- Virtual International Authority File: 32419773
- WorldCat: E39PBJgX9yXWyKffpyqqDKQ8YP